# A Blaze in the Northern Sky
A Blaze In The Northern Sky (em português: Uma chama no céu do Norte) é o segundo disco do grupo musical Darkthrone, tendo sido lançado em fevereiro de 1992 pela gravadora da Inglaterra Peaceville. É o marco do início da fase black metal da banda.

## História
Foi gravado em agosto de 1991 no estúdio Creative, o mesmo estúdio que a banda Mayhem gravou o LP Deathcrush (em 1987) - considerado outro clássico do gênero Black Metal.
Dag Nilsen gravou o baixo do disco no estúdio, mas não recebeu nenhum crédito no encarte do CD. Esta foi definitivamente sua última participação com a banda.
A pessoa que aparece na capa do CD usando a pintura facial corpse paint é Zephyrous. Fenriz explica que o Darkthrone foi o primeiro grupo de Black Metal norueguês a usar esse tipo de ideia: "Ninguém naquela época tinha fotos de um membro da banda na capa, e certamente não com corpse paint, então isso começou toda uma nova estética que continua nas capas dos discos até hoje e nunca acabará. Mas isso não foi planejado, eu apenas decidi que era certo fazer isso."
No encarte do CD, há uma nota dedicatória ao músico Euronymous, fundador da banda Mayhem, que exerceu grande influência no cenário musical de metal extremo na Noruega (nota original em Inglês: "A Blaze In The Northern Sky is eternally dedicated to the king of Black/Death Metal underground: namely Euronymous"/"A Blaze In The Northern Sky é eternamente dedicado ao rei do Black/Death Metal underground: nomeado Euronymous").
Em razão da mudança abrupta de estilo após Soulside Journey, Fenriz afirma que há muitos riffs de Death Metal em A Blaze In The Northern Sky, mas muitas pessoas não conseguem escutá-los porque o CD tem aparência de Black Metal e soa como Black Metal.
Fenriz esclarece que a primeira vez em que foi incorporada influência do Motorhead no Darkthrone foi na música "In The Shadow Of The Horns", isto é, no início da última parte rápida da música. Zephyrous fez a primeira parte lenta da música e Fenriz; a parte rápida, que contém a mencionada influência.

## Recepção
Em sua resenha retrospectiva do álbum, Eduardo Rivadavia do AllMusic deu uma nota 5 de 5 estrelas, chamado-o de "um clássico cujos padrões sonoros  lo-fi iriam indefensavelmente revigorar toda a cena do black metal". Valefor do Metal Reviews escreveu que "viria a definir o True Black Metal [...] com sua produção crua, riffs simples, capas em preto e branco... puro mal congelante". Channing Freeman do Sputnikmusic considerou o disco como "triunfante", uma mistura equilibrada de "produção gélida e cantos guturais" e "um senso de comunidade".
Em 2009, o IGN incluiu A Blaze in the Northern Sky em sua lista "10 Great Black Metal Albums", enquanto um artigo de 2007 da Decibel magazine o chamou de "o verdadeiro primeiro álbum de blackened death metal".

## Lista das canções
| N.º | Título                                                   | Duração |  |
| 1.  | "Kathaarian Life Code" (escrita em Junho de 1991)        | 10:39   |  |
| 2.  | "In The Shadow Of The Horns" (escrita em Julho de 1991)  | 7:02    |  |
| 3.  | "Paragon Belial" (escrita em Maio de 1991)               | 5:25    |  |
| 4.  | "Where Cold Winds Blow" (escrita em Julho de 1991)       | 7:26    |  |
| 5.  | "A Blaze In The Northern Sky" (escrita em Março de 1991) | 4:58    |  |
| 6.  | "The Pagan Winter" (escrita em Maio de 1991)             | 6:35    |  |

- Um trecho da canção Kathaarian Life Code aparece na última cena do filme Demonlover de 2002.

## Formação
- Fenriz (ou Gylve Nagell) - bateria
- Nocturno Culto (ou Ted Skjellum) - guitarra e voz
- Zephyrous (ou Ivar Enger) - guitarra
- Dag Nilsen - baixo

## Créditos
- Todas as canções e efeitos foram criados pela própria banda.
- O logotipo foi criado por Fenriz, Tomas Lindberg (da banda At The Gates) e Tassilo.
- Engenheiro de som: Erik Avnskog.